# Cult of the Lamb
『Cult of the Lamb』（カルト・オブ・ザ・ラム）は、インディーゲームの開発会社「Massive Monster」が開発し、Devolver Digitalが販売しているアクションアドベンチャーゲームである。2022年8月11日にMicrosoft Windows、macOS、Nintendo Switch、PlayStation 4、PlayStation 5、Xbox One、Xbox Series X/S用にリリースされた。ゲームは、憑依された子羊が「待ち受けし者（英: The One Who Waits）」という神のような見知らぬ人物に命を救われ、その下で忠実な信者を作って恩返しをするというものである。ゲームとしては大きく分けて二部構成になっており、「司教たちを倒すためにダンジョンに潜っていくアクションパート」と「教団をより強固なものにしていく集落運営シムパート」がある。『Cult of the Lamb』は、発売と同時に批評家から概ね好評を博し、そのゲーム性や芸術的なデザイン、リプレイの価値などが高く評価されている。また、かわいいキャラクターデザインとは裏腹にダークなテーマが特徴であり、生贄やカニバリズムなども選択肢として選ぶことができる。

## ゲームの目的
『Cult of the Lamb』は、プレイヤー・キャラクターである憑依された子羊を中心として、子羊の命を救ってくれた不気味な神を鎮めるためにカルト教団を拡大させていくことを目的としている。
プレイヤーは信者による軍隊を立ち上げ、ゲーム内の5つの地域に冒険に出てローグライクスタイルのゲーム内で敵を倒し、信者を増やしていく 。
ローグライク要素を含むランダム生成のこの世界では、収集できる資源や特典、武器、戦う敵である教団員や非信者、救出できる他の動物が存在し、これらの動物はプレイヤーの教団に改宗させることができる。
これらの動物は外見を変えることができる。また、プラスとマイナスの両方の特性を持ち、教団での行動や、教団に関するプレイヤーの行動への反応に影響を与える。たとえば、「糞尿愛好症」という特性では病気になるほど信仰が高まるという特徴がある。
プレイヤーは教団の村で信者を管理することができる。信者は拠点で、資源の収集、建造物の建設、礼拝、儀式の実行、戦闘でのプレイヤーの補佐への派遣、生贄などの任務を与えられ、プレイヤーの能力や教団そのものに影響を与える。 プレイヤーは、信仰心を強めるための説教や儀式を行い、彼らが生き延びるための食料を調理し、避難所を提供し、村を清潔で衛生的にすることで、信者の要求を満たすようにしなければならない。そうしないと、信者はプレイヤーに敵対し、反対意見を広め、最終的には他の信者と共に教団を去ってしまう。これを防ぐために、プレイヤーは彼らを養ったり、贈り物をしたり、再教育したり、反対意見をやめるまでさらし台に拘束するなどの方法を取ることができる。

## あらすじ
偽預言者が治める動物たちの国で、羊の一族の最後の1匹であるはずの子羊が、4人の旧き信仰の司祭の前に連れてこられ、生贄にされた。しかし、死んだ子羊は「待ち受けし者」という奇妙な神の力によって蘇った。子羊は、悪魔のような頭飾りを与えられ、「待ち受けし者」の名の下でカルト教団を立ち上げることを命じられた。子羊は神殿跡に居を構え教祖となり、偽予言者を倒して真なる教団を築くべく動きはじめた。

## 開発
『Cult of the Lamb』は、「The Adventure Pals」「Never Give Up (ゲーム)」「Unicycle Giraffe」を手がけたオーストラリアの独立系のゲーム開発スタジオ「Massive Monster」が開発したゲームである。
開発のための追加資金は、フィルム・ヴィクトリアの傘下のヴィクトリアン・プロダクション・ファンドから提供された。
『Cult of the Lamb』は、2021年8月のゲームズコムで正式発表され、2022年8月11日に発売された。

## 市場の反応

### レビュー収集サイトによる反応
『Cult of the Lamb』はレビュー収集サイトにより「概ね好意的」なレビューを受けている。Metacriticでは100点満点中82点という平均点を獲得している。GameSpotでは10点満点中9点の評価で、戦闘については「テンポが速くスムーズで楽しい」としながらも、カスタマイズやプレイヤーの選択肢の多さが驚くほどあり「何度も遊びたくなる」ゲームであると評価している。

### 売り上げ
『Cult of the Lamb』は、発売初週で全世界で100万本の売り上げを達成した。